# Ex convento delle Clarisse (Merano)
L'ex convento delle Clarisse (in tedesco ehem. Klarissenkloster Meran) era un convento di clausura delle monache clarisse che si trovava nel centro della città di Merano.

## Storia
Fu fondato il 2 marzo 1309 per volere della contessa Eufemia (1281–1347) moglie di Ottone III conte di Tirolo. Lo scopo principale del convento era quello di ospitare donne o vedove di alto rango. La stessa contessa Eufemia, dopo la morte del consorte nel 1310, passò il resto della sua vita in un'abitazione nelle immediate vicinanze del convento e vi fu sepolta.
Nel 1357 al convento furono concessi vari privilegi tra cui il voto alla Dieta tirolese e l'esenzione dai dazi doganali.
Nel 1525 durante la guerra dei contadini tedeschi il convento fu saccheggiato.
Nel 1782, a seguito della riforma Giuseppina, il convento fu soppresso e gli edifici che lo componevano venduti e trasformati in abitazioni.
Nel 1921 le costruzioni lungo la piazza del Grano (Kornplatz) e parte del chiostro furono trasformate in una banca su progetto dell'architetto Adalbert Wietek, assumendo l'aspetto attuale. Durante questa ristrutturazione furono individuati vari affreschi appartenenti alla chiesa, che vennero in parte staccati e ricollocati all'interno dei nuovi ambienti ad opera del restauratore Cassian Dapoz. Altre ristrutturazioni con l'individuazione di nuovi resti della chiesa si sono susseguite negli anni '60, '70, '80 e nel 2004.

## Struttura
Il convento era delimitato a sud dalla piazza del grano, dove si trovava la chiesa principale dedicata alla Vergine Maria, e a est dall'attuale via delle Corse. Collegati alla chiesa sul lato nord, si trovavano il chiostro e gli edifici della clausura. Verso ovest, lungo l'attuale via Mainardo, si estendevano dei campi di proprietà del convento. Del complesso faceva parte anche la cappella di Santa Caterina, che si trovava sull'altro lato di via delle Corse (Rennweg). Nel 1603 fu costruito un passaggio coperto ad arco sopra la strada per permettere alle monache di raggiungere la cappella mantenendo la clausura. Esso fu poi demolito nel 1789.
La chiesa del convento era posizionata lungo il lato settentrionale di piazza del Grano e come dimensioni doveva corrispondere più o meno all'attuale edificio sulla piazza. Era composta da una sola navata con cinque volte e aveva il coro piatto. Parte della navata verso ovest era coperta da un soppalco riservato esclusivamente alle monache per permettergli di assistere alle messe mantenendo la clausura. Vari affreschi adornavano la chiesa: furono dipinti in varie fasi dal 1380 al 1420 e quelli originalmente sulla parete nord ed est si fanno risalire al cosiddetto Maestro di Quarazze che ha affrescato anche la chiesa di San Pietro a Quarazze e la chiesa di Santa Maria del Conforto a Merano.
Oggi parte di questi affreschi sono visibili all'interno degli edifici della banca, spesso in posizioni diverse da quelle originarie per via degli stacchi effettuati nel 1921. Altri resti del convento sono visibili nel cosiddetto Klarissenpassage, che collega via delle Corse ad abitazioni e parcheggi retrostanti piazza del Grano.